# Замагірська сільська рада
| Замагірська сільська рада — орган місцевого самоврядування у Верховинському районі Івано-Франківської області з адміністративним центром у с. Замагора. Історична дата утворення: в 1993 році. Водоймища на території, підпорядкованій даній раді: річка Чорна Річка. Сільській раді підпорядковані населені пункти: - с. Замагора |

## Склад ради
Рада складається з 17 депутатів та голови.

### Керівний склад ради
| ПІБ                    | Основні відомості                                                                     | Дата обрання | Дата звільнення |
| ---------------------- | ------------------------------------------------------------------------------------- | ------------ | --------------- |
| Кермощук Іван Юрійович | Сільський голова, 1953 року народження, освіта, член Української Народної Партії      | 26.03.2006   | 31.10.2010      |
| Кермощук Іван Юрійович | Сільський голова, 1953 року народження, освіта вища, член Української Народної Партії | 31.10.2010   |                 |

Примітка: таблиця складена за даними джерела

## Населення
Згідно з переписом УРСР 1989 року чисельність наявного населення сільської ради становила 1130 осіб, з яких 533 чоловіки та 597 жінок.
За переписом населення України 2001 року в сільській раді мешкало 1176 осіб.

### Мова
Розподіл населення за рідною мовою за даними перепису 2001 року:
| Мова       | Відсоток |
| ---------- | -------- |
| українська | 99,75 %  |
| російська  | 0,25 %   |